# Malattia di Borna
La malattia di Borna è una malattia infettiva virale che colpisce essenzialmente cavallo e pecora e determina una encefalite disseminata ad esito fatale, recentemente sono stati rilevati casi in esseri umani.

## Storia

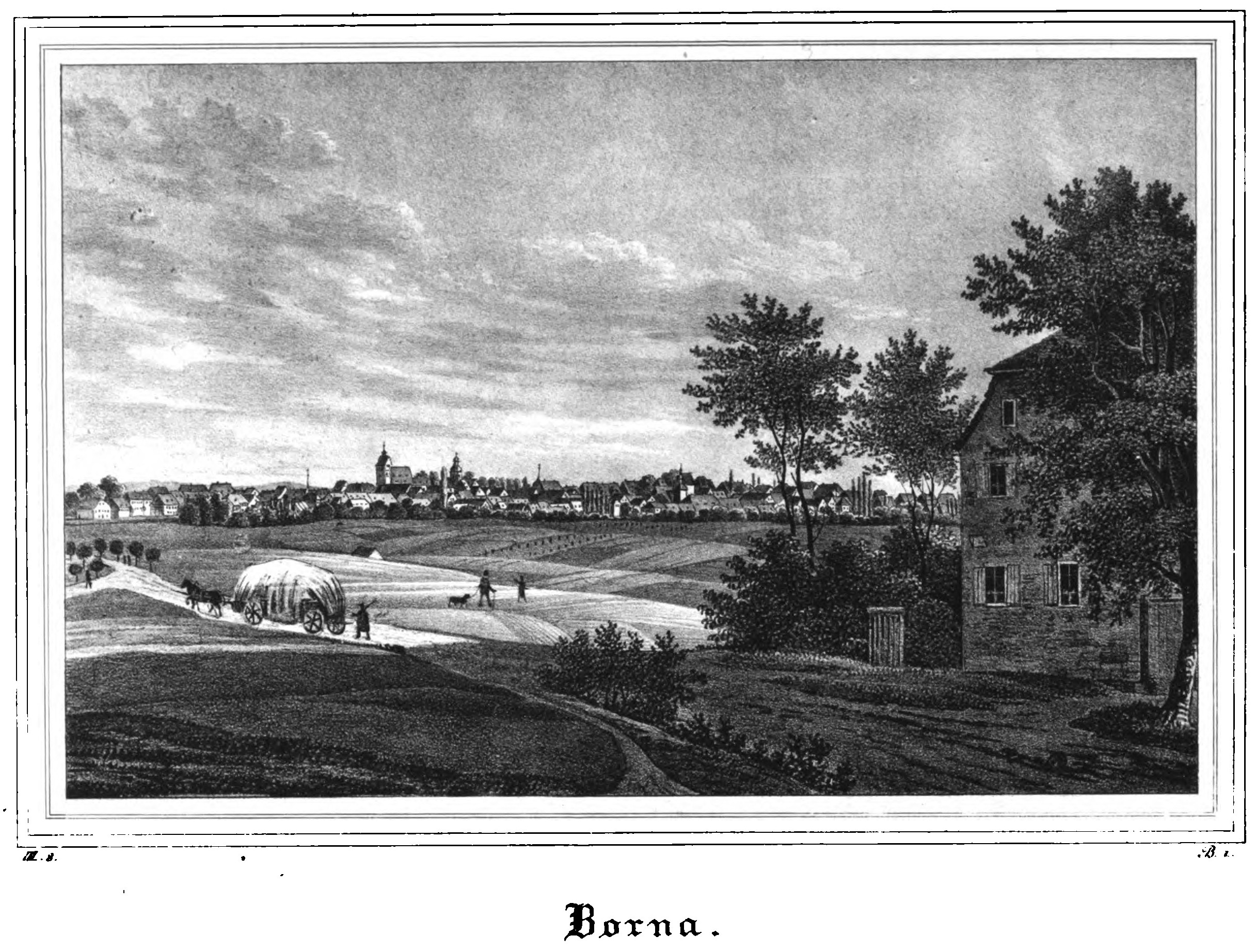
La città di Borna, incisione del 1837

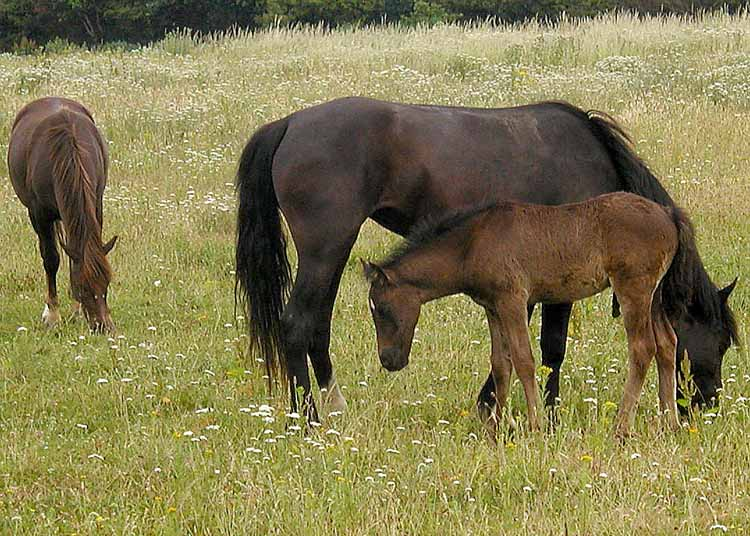
Cavalli domestici

La malattia divenne nota in seguito a una epidemia che si sviluppò nel 1885 nei cavalli della scuderia militare della città tedesca di Borna, donde il nome. L'agente eziologico, isolato nel 1970 da un cavallo che si era ammalato nel corso di un'altra piccola epidemia, fu classificato fra i membri dell'ordine Mononegavirales, appartenente tuttavia a una nuova famiglia ad hoc (Bornaviridae).

## Eziopatogenesi
La malattia di Borna è causata da un virus neurotropo ad RNA a singolo filamento negativo, l'Orthobornavirus, appartenente alla famiglia Bornaviridae, ordine Mononegavirales .
Sono colpiti soprattutto cavalli e pecore: possono essere affetti altri animali domestici, perfino i lama e i primati non umani. L'interessamento umano è stato ipotizzato, ma non ha trovato finora conferme convincenti. Tuttavia, sono stati documentati casi di encefalite causata da infezione da Borna virus . Avian bornavirus, un gruppo di virus simile al virus della malattia di Borna, è l'agente causale della Dilatazione proventricolare, una patologia degli uccelli da compagnia.
Si ritiene che il virus raggiunga l'encefalo attraverso il trigemino e si insedi soprattutto nella regione dei nuclei della base e del corno d'Ammone localizzandosi caratteristicamente nel nucleo cellulare della cellula infettata. La cellula infettata non viene tuttavia lisata e la presenza del virus nella cellula sarà persistente. Attorno alle lesioni si sviluppa un infiltrato caratterizzato da linfociti T helper CD4+ e CD8+, con il quadro delle encefalomieliti immuno-mediate.

## Clinica
Per quanto riguarda il cavallo, la malattia esordisce acutamente, con febbre (spesso intermittente) e segni neurologici di meningite ed encefalomielite, dopo un periodo di incubazione di circa quattro settimane. Le manifestazioni cliniche possono variare, ma possono comprendere disturbi del comportamento (depressione o eccitazione), atassia, disturbi oculari, postura anomala e discinesie. Il decorso è subacuto o cronico ingravescente: l'animale appare apatico e con sonnolenza. La mortalità è molto elevata: 80-100% nei cavalli e superiore al 50% negli ovini.

## Malattia negli esseri umani
Nel 2022 ci sono stati in Germania 40 casi in essere umani che hanno portato alla morte di 2 bambini .